# Přímá norma
S přímou normou se setkáváme v mezinárodním právu soukromém. Jde o takovou normu, která přímo upravuje práva a povinnosti účastníků právních vztahů. Tím se podstatně liší od normy kolizní, která v sobě hmotněprávní úpravu vztahů neobsahuje, pouze se jejím prostřednictvím hledá právní řád (a s ním i hmotněprávní úprava) určitého státu.

## Znaky přímých norem
1. bezprostřednost právní úpravy - neodkazuje se jimi na jiné normy, samy totiž obsahují úpravu obsahu právních vztahů
2. bezprostřednost použití - k tomu, aby se použilo přímé normy, není třeba předcházející užití normy kolizní
3. upravují pouze soukromoprávní vztahy, které mají mezinárodní prvek

Uvedené znaky pomáhají přímou normu odlišit od jiných bezprostředně nutně použitelných norem a od tzv. věcných norem mezinárodního práva soukromého.

## Prameny přímých norem
Co se týče pramenů přímých norem, obvykle jsou jimi mezinárodní smlouvy. Z ujednání formou mezinárodní smlouvy vyplývá pro zúčastněný stát povinnost uvést sjednané normy do svého právního řádu (na základě postupu stanoveného ústavními předpisy toho kterého státu) a rovněž zajistit jejich užívání. Normy, které se takovouto inkorporací stanou součástí právního řádu daného státu, jsou poté aplikovány na konkrétní právní vztahy jako normy vnitrostátního práva.

Pro určitou oblast právních vztahů s mezinárodním prvkem výše uvedeným postupem vzniká v mezích předmětu úpravy jednotné hmotné právo, dochází zde v podstatě k unifikaci hmotného práva, kdy je dosavadní právní úprava v národním právním řádu nahrazena vzniklou přímou normou.
Asi nejznámějším příkladem přímé normy je v současné době Vídeňská úmluva OSN o smlouvách o mezinárodní koupi zboží, která významnou měrou přispívá k regulaci mezinárodního obchodu.

## Vztah k vnitrostátní právní úpravě
Vedle unifikované přímé normy stále platí pro vztahy téhož druhu vnitrostátní právní úprava, ta se použije v situaci, kdy je třeba upravit vztah ryze národní povahy nebo tehdy, pokud na daný vztah s mezinárodním prvkem přímá norma z nějakého důvodu nedopadá.Takto například vedle sebe existují Vídeňská úmluva OSN o smlouvách o mezinárodní koupi zboží jako přímá norma aplikující se mezi smluvními stranami v situacích přeshraničních kupních smluv a občanské či obchodní zákoníky jednotlivých smluvních států, ve kterých nalezneme příslušná ustanovení o kupní smlouvě.

## Vztah přímé a kolizní metody
Vztah přímých norem k normám kolizním je vztahem zvláštního a obecného, jinak řečeno vztahem speciality a subsidiarity. Pokud můžeme určitý právní vztah podřadit pod předmět úpravy mezinárodně sjednaného souboru přímých norem, aplikují se na daný vztah tyto normy vždy a kolizní metoda se vůbec nevyužije. Kolizní normy budeme aplikovat až v situaci, kdy nemáme k dispozici žádnou přímou normu, která by daný právní vztah upravovala.
V souvislosti s přímými normami někdy také hovoříme o vnějších a vnitřních mezích přímé úpravy.
Vnější meze přímé úpravy určují oblast právních vztahů, kterou daná přímá norma upravuje. Takovéto vymezení oblasti obvykle nacházíme ve zvláštních ustanoveních, případně vyplývá ze samotného textu či smyslu příslušné přímé normy. Přímá norma tak sama v sobě vytváří hranice použití dvou skupin vnitrostátních právních norem - na jedné straně jsou to mezinárodně sjednané přímé normy, které se vtělením do tuzemského právního řádu staly jeho součástí, na straně druhé pak podpůrné normy kolizní, které mají charakter vnitrostátního pramene práva. Je nutno ale vždy pamatovat, že se v rámci těchto hranic použití pohybujeme na úrovni vnitrostátní, přímá norma neprovádí výběr mezi právními řády více států.
Vnitřní meze přímé úpravy označují stav, kdy mezinárodně sjednaná přímá norma neobsahuje úpravu všech otázek v rámci svého předmětu úpravy. Jestliže se dostaneme do takové situace a je připuštěna aplikace norem jiných, užije se některá z norem národního právního řádu určeného kolizní metodou. Takto určený právní řád označujeme jako subsidiární statut.